# Agrostis burttii
Agrostis burttii é uma espécie de gramínea do gênero Agrostis, pertencente à família Poaceae.